# JMC Fushun

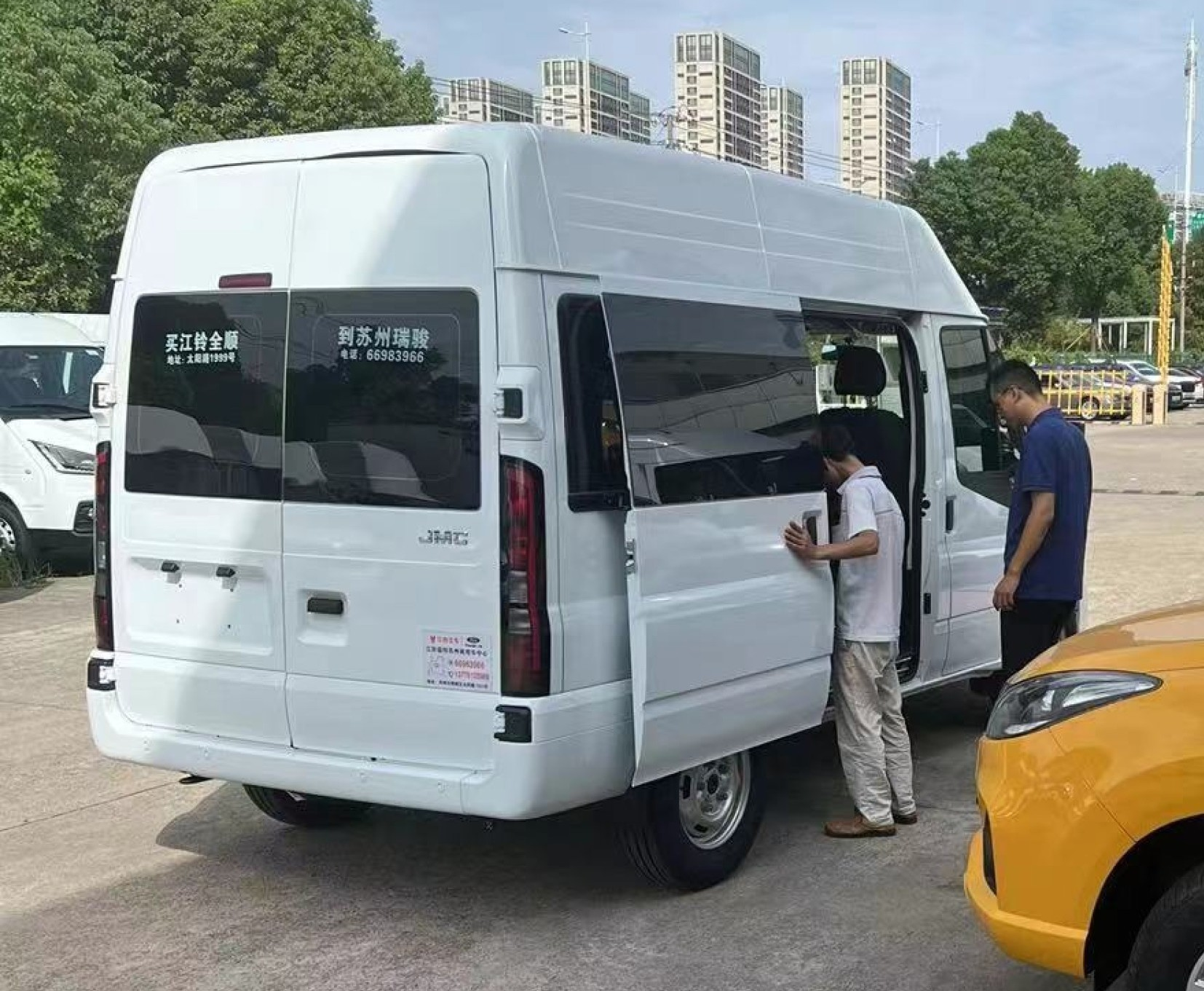
Вид сзади

JMC Fushun — малотоннажный грузовой автомобиль, выпускаемый компанией Jiangling Motors с 2022 года на базе Ford Transit Pro.

## Описание
JMC Fushun впервые был представлен в середине 2022 года. Он является лицензионным клоном Ford Transit третьего поколения, который выпускался с 2006 по 2013 год.
Изменения коснулись передней и задней светотехники, включая радиаторную решётку. Бампера окрашиваются в цвет кузова. В комплектацию входят одна подушка безопасности, ABS, кондиционер и магнитола без Bluetooth. 
ESP, светодиодная оптика и мультимедийная система не предлагаются.

## Технические характеристики
JMC Fushun оснащён 2,0-литровым турбодизельным двигателем JX4D20A6H, который является производным от Ford ZSD-420. Двигатель развивает мощность 146 л. с. и крутящий момент 355 Н·м.  Трансмиссия — шестиступенчатая механическая.